# LV-9125
La LV-9125 és una carretera antigament anomenada veïnal, actualment gestionada per la Diputació de Lleida. La L correspon a la demarcació provincial de Lleida, i la V a la seva antiga consideració de veïnal.
És una carretera local del Pallars Jussà que s'inicia a la LV-9124, en el terme de Sant Esteve de la Sarga, prop de Moror, i que en 1 quilòmetre mena al poble d'Estorm, del mateix terme de Sant Esteve de la Sarga.
En 1 quilòmetre de recorregut puja 45 m.
Tota ella, doncs, transcorre dins del terme municipal de Sant Esteve de la Sarga.